# Boscia welwitschii
Boscia welwitschii är en kaprisväxtart som beskrevs av Ernest Friedrich Gilg. Boscia welwitschii ingår i släktet Boscia och familjen kaprisväxter. Inga underarter finns listade i Catalogue of Life.